# قائمة أنواع الزلكوفا
يوجد عدة أنواع من جنس الزلكوفا:  
- زلكوفا أبيلية (الاسم العلمي:Zelkova abelicea)
- زلكوفا أذينية (الاسم العلمي:Zelkova stipulacea)
- زلكوفا خنجرية (الاسم العلمي:Zelkova sicula)
- زلكوفا دردارية (الاسم العلمي:Zelkova ulmoides)
- زلكوفا شنايدريانية (الاسم العلمي:Zelkova schneideriana)
- زلكوفا صينية (الاسم العلمي:Zelkova sinica)
- زلكوفا فيرشفلتية (الاسم العلمي:Zelkova verschaffeltii)
- زلكوفا مفرضة (الاسم العلمي:Zelkova crenata)
- زلكوفا منشارية (الاسم العلمي:Zelkova serrata)
- زلكوفا نيرية الأوراق (الاسم العلمي:Zelkova carpinifolia)
- زلكوفا يابانية (الاسم العلمي:Zelkova japonica)